# Icius boryi
Icius boryi är en spindelart som först beskrevs av Lucas 1846.  Icius boryi ingår i släktet Icius och familjen hoppspindlar. Inga underarter finns listade i Catalogue of Life.